# Yale-West (circonscription britanno-colombienne)
Pour les articles homonymes, voir Yale (homonymie).
Circonscription électorale provinciale du Canada
Yale-West est une ancienne circonscription provinciale de la Colombie-Britannique représentée à l'Assemblée législative de la Colombie-Britannique de 1894 à 1903.

## Géographie
Le territoire de la circonscription est correspond grossièrement à la circonscription de Yale-Lillooet.

## Liste des députés
| Législature                            | Années                                 | Député                                 | Député                                 | Parti                                  |
| Nouvelle circonscription issue de Yale | Nouvelle circonscription issue de Yale | Nouvelle circonscription issue de Yale | Nouvelle circonscription issue de Yale | Nouvelle circonscription issue de Yale |
| -------------------------------------- | -------------------------------------- | -------------------------------------- | -------------------------------------- | -------------------------------------- |
| 7e                                     | 1894–1898                              |                                        | Charles Augustus Semlin                | Opposition                             |
| 8e                                     | 1898–1900                              |                                        | Charles Augustus Semlin                | Opposition                             |
| 9e                                     | 1900–1902                              |                                        | Denis Murphy                           | Opposition                             |
| 9e                                     | 1902-1903                              |                                        | Vacant                                 | Vacant                                 |
| 9e                                     | 1903-1903                              |                                        | Charles Augustus Semlin                | Opposition                             |
| Circonscription abolie, voir : Yale    |                                        |                                        |                                        |                                        |